# Ingeldorf
Ingeldorf är en ort i Luxemburg.   Den ligger i distriktet Diekirch, i den centrala delen av landet, 27 kilometer norr om huvudstaden Luxemburg. Ingeldorf ligger 192 meter över havet och antalet invånare är 833.
Terrängen runt Ingeldorf är kuperad norrut, men söderut är den platt. Ingeldorf ligger nere i en dal.  Närmaste större samhälle är Ettelbruck, 2,2 kilometer väster om Ingeldorf. 
I omgivningarna runt Ingeldorf växer i huvudsak blandskog. Runt Ingeldorf är det tätbefolkat, med 286 invånare per kvadratkilometer.